# Narthecusa limbolata
Narthecusa limbolata är en fjärilsart som beskrevs av Embrik Strand 1918. Narthecusa limbolata ingår i släktet Narthecusa och familjen mätare. Inga underarter finns listade i Catalogue of Life.